# Старбек, Карл
Карл Ста́рбек (швед. Karl Starbäck, 1863—1931) — шведский миколог, биограф Чарлза Дарвина.

## Биография
Карл Старбек родился 26 декабря 1863 года в приходе св. Олава близ Норрчёпинга. С школьных годов находился под влиянием ботаника Карла Лённберга, ходил с ним на ботанические экскурсии. Учился в Уппсальском университете, участвовал в экскурсиях, проводимых Рутгером Сернандером. В 1894 году получил степень доктора философии, в диссертации рассматривал грибы из гербария Элиаса Фриса. В 1895—1896 преподавал там в звании адъюнкт-профессора.
С 1897 по 1902 Старбек преподавал в высшей школе в Худиксвалле, затем, до 1928 года, был адъюнкт-профессором естественной истории и химии в Евле.
До 1910-х годов Старбек занимался активной политической деятельностью, до 1917 года он был членом либеральной партии «Объединение свободомыслящих». С 1902 по 1914 был членом парламента. Затем перешёл в правую Партию сельских хозяев и буржуазии, в 1921—1924 представлял её интересы в парламенте. Занимался продвижением идей по охране окружающей среды, организации национальных парков, в частности, на островах Юргорден и Бло-Юнгфрун. Впоследствии Старбек стал почётным доктором политических наук Тюбингенского университета.
Скончался 30 сентября 1931 года.

## Некоторые публикации
Старбек был автором одной из первых биографий Чарльза Дарвина на шведском языке.
- Starbäck, K. Studier i Elias Fries' Svampherbarium. — Stockholm, 1894. — 114 p.

## Роды, названные в честь К. Старбека
- Starbaeckia Rehm, 1890
- Starbaeckiella Syd., 1919 [= Pyrenula Ach., 1809]